# 망막신경섬유층
망막 신경 섬유층(retinal nerve fiber layer, RNFL) 또는 신경 섬유층(nerve fiber layer) 또는 시신경층(stratum opticum)은 눈의 해부학적 구조의 일부이다.

## 같이 보기
- 바깥얼기층 (outer plexiform layer)
- 신경절 세포층